# Karol Rómmel
Karol Rómmel   (Hrodna, 23 de maig de 1888 - Elbląg, 13 de març de 1967) va ser un genet i oficial militar polonès que va competir durant les dècades de 1910 i 1920.
Karol Rómmel va néixer a Grodno, aleshores part de l'Imperi Rus, i actualment a Belarús. El seu pare era Karol Aleksander Rummel un general al servei rus i comandant de la brigada d'artilleria 26 ubicada en aquella ciutat. La seva mare era Maria, nascuda Marcinkiewicz.
Igual que els seus germans Juliusz (que més tard ascendí fins a General de l'exèrcit polonès), Wilhelm, Waldemar i Jan, Karol Rómmel es va incorporar a l'exèrcit rus. Es va graduar a l'Escola de Cadets amb base a Odessa i a l'Escola Militar de Pavel. De jove començà a practicar diferents disciplines eqüestres i el 1912, sota bandera russa, fou quinzè en la prova de salts d'obstacles individuals dels Jocs d'Estocolm. En aquesta competició va tenir una greu lesió en caure a la final i trencar-se sis costelles. Immediatament després de finalitzar la cursa Rómmel va perdre la consciència i va haver de ser hospitalitzat. La seva forta voluntat va impressionar al rei Gustau V de Suècia, que li va concedir una medalla d'or personal.
El 1914 va començar el servei al 14è Regiment de Dragons Russos, a Kalisz, com a capità de cavalleria (rotmistr). Durant la Primera Guerra Mundial va servir al Front Oriental. El 1918, juntament amb el seu germà Juliusz Rómmel i gran part de la seva família, Karol va polonitzar el seu cognom de l'original Rummel a Rómmel.
L'agost de 1919 es va unir al recentment format Exèrcit polonès, primer com a Major i després com a Tinent Coronel (podpułkownik). Va lluitar en la Guerra poloneso-soviètica de 1920, on fou ferit. Va ser condecorat amb la Creu d'Or del Mèrit i l'Orde Virtuti Militari, la més alta condecoració militar polonesa. Es va retirar del servei de primera línia i es va convertir en instructor de cavalleria en diversos col·legis militars a Przemysl, Stara Wieś i Grudziądz.
Després de l'armistici, va romandre a l'exèrcit com a soldat professional i va reprendre la seva carrera esportiva com a entrenador principal de l'equip nacional eqüestre polonès. El 1924, com a membre de l'equip polonès, va prendre part en els Jocs Olímpics d'Anvers, on va disputar quatre proves del programa d'hípica. Fou sisè en la prova de salts d'obstacles per equips i setè en la del concurs complet per equips, com a millors resultats. Quatre anys més tard, als Jocs d'Amsterdam, va disputar dues proves del programa d'hípica. Guanyà la medalla de bronze en la prova del concurs complet per equips, formant equip amb Michał Antoniewicz i Józef Trenkwald, mentre en el concurs complet individual fou vinc-i-cinquè. En ambdues proves muntà el cavall Lwi Pazur.
També va participar en nombrosos jocs internacionals guanyant la Copa del Món tres vegades: el 1925, el 1927 i el 1928. Al desembre de 1929 es va retirar de l'exèrcit i es va dedicar exclusivament a la carrera esportiva. Va guanyar quatre medalles als Campionats polonesos, or el 1935 i 1937, plata el 1938 i bronze el 1934. El 1939 es va retirar.
Durant la Segona Guerra Mundial Rómmel va romandre a la part ocupada per Alemanya a Polònia. Detingut durant l'AB Action, va ser empresonat i va passar la resta de la guerra als camps de concentració alemanys de Dachau i Mauthausen-Gusen. Després de la guerra es va instal·lar a Łódź, on va continuar entrenant a les generacions més joves de genets. Va treballar com a assessor d'equitació en diverses pel·lícules i va tenir breus aparicions en les pel·lícules Lotna de Andrzej Wajda (1959) i Krzyżacy d'Aleksander Ford (1960). Morí el 7 de març de 196 a Elbląg, i és enterrat al cementiri de Gdańsk.